# 山科言知
山科言知（やましな ときさと、寛政2年（1790年）2月26日 - 慶応3年（1867年）10月27日）は、幕末の公卿。

## 官歴
- 寛政2年（1790年）：従五位上
- 寛政9年（1797年）：内蔵頭
- 寛政11年（1799年）：正五位下
- 享和2年（1802年）：従四位下
- 文化元年（1804年）：右近権少将
- 文化2年（1805年）：従四位上
- 文化5年（1808年）：正四位下
- 文化8年（1811年）：左近権中将
- 文化9年（1812年）：従三位
- 文化12年（1815年）：正三位
- 文政8年（1825年）：参議
- 天保元年（1830年）：従二位、
- 天保2年（1831年）：権中納言、右衛門督、使別当
- 天保5年（1834年）：正二位
- 天保10年（1839年）：踏歌節会外弁
- 嘉永2年（1849年）：権大納言

## 系譜
- 父：山科忠言
- 子：山科言成
- 子：若王子遠文